# Africasejus
Genre
Africasejus est un genre d'acariens mesostigmates de la famille des Sejidae.

## Distribution
Les espèces de ce genre sont endémiques du Congo-Kinshasa.

## Liste des espèces
- Africasejus congoensis (Wisniewski & Hirschmann, 1991)
- Africasejus solaris (Wisniewski & Hirschmann, 1991)

## Publications originales
- Lekveishvili & Klompen, 2006 : New classification of the family Sejidae (Acari: Mesostigmata) based on morphological analyses. Journal of Natural History, vol. 40, n. 41/43, p. 2317-2339 (texte intégral).